# Parortholitha recta
Parortholitha recta là một loài bướm đêm trong họ Geometridae.